# Momčad sezone HNL-a
Momčad sezone HNL-a nogometna je nagrada koja se dodjeljuje najboljoj momčadi u nekoj sezoni HNL-a. 
Na sjednici Hrvatskog nogometnog saveza u srpnju 2024. donesena je odluka o osnivanju mjesečnih i sezonskih nagrada po uzoru na strane lige.
Nominirani igrači morali su odigrati barem 50 % minuta sezone. U procesu glasanja glasovi publike nose 30 %, glasovi panela od 20 članova nose 40 % te glasovi klubova koji sudjeluju u ligi 30 % udjela u izboru.

## Dobitnici

### 2024./25.
U sezoni  2024./25. izabrani su:
| Igrač            | Klub          |
| ---------------- | ------------- |
| Ivan Sušak       | Slaven Belupo |
| Roko Jurišić     | Osijek        |
| Stjepan Radeljić | Rijeka        |
| Filip Uremović   | Hajduk Split  |
| Moris Valinčić   | Istra 1961    |
| Mateo Lisica     | Istra 1961    |
| Toni Fruk        | Rijeka        |
| Alen Grgić       | Slaven Belupo |
| Martin Baturina  | Dinamo Zagreb |
| Marko Livaja     | Hajduk Split  |
| Sandro Kulenović | Dinamo Zagreb |